# LIVE DVD "angstrom 0.3 pm"@SHIBUYA-AX
『LIVE DVD "angstrom 0.3pm"@SHIBUYA-AX』（ライブディーブイディー・オングストロームれいてんさんピーエムアットしぶやアックス）は、日本のバンドandrop初のライブ映像作品である。2012年2月15日発売。発売元はワーナーミュージック・ジャパン。

## 概要
andropキャリア初となるライブ映像作品。andropは全国の5大都市を回る初のワンマンライブツアー「angstrom 0.3 pm」を2011年5月に開催し、ファイナルを2011年5月28日にSHIBUYA-AXで迎えた。本作にはそのファイナル公演の模様が全編にわたって収録されている。また、1stシングル『World.Words.Lights./You』が同日発売となった。
なお、本作の本編映像は、andropの映像作品の中で唯一、iTunesでも購入することができる。
本作のダイジェスト映像が、2012年1月15日にYouTubeにて公開された。

## 収録曲
1. Tonbi [3:42]
2. Colorful [4:04]
3. Nam(a)e [3:48]
4. Amanojaku [3:30]
5. Alpha [2:58]
6. Halo [2:50]
7. Glider [3:46]
8. Q.E.D. [4:00]
9. Puppet [4:03]
10. Noah [5:03]
11. Merrow [4:29]
12. Clover [4:42]
13. Basho [4:20]
14. Traveler [3:48]
15. Youth [4:23]
16. Te To Te [4:35]
17. Roots [2:23]
18. Mirror Dance [4:08]
19. Meme [4:12]
20. Image Word [5:09]
21. March [5:28]